# 이병화
이병화(李炳華, 1906년 2월 26일 ~ 1952년 6월 8일)는 일제강점기의 독립운동가이다. 만주에서 무장항일투쟁을 했다. 본관은 고성(固城). 안동 출신. 조부는 임시정부 초대 국무령을 지낸 이상룡이며 부친은 독립운동가인 이준형이다. 이대용(李大用), 이계오(李桂五), 이병화(李秉華), 이탁(李拓), 이경천(李慶天), 이춘원(李春元)과 같은 여러 이름을 썼다. 자는 경천(敬天), 호는 소파(小坡). 1990년 대한민국 건국훈장 독립장이 추서되었다.

## 생애
1906년 경상북도 안동 법흥동에서  출생했다. 생가인 임청각(보물 제182호)은 500년 된 현존하는 가장 규모가 큰 살림집으로, 3대에 걸쳐 독립유공자 11명을 배출했다.
1911년 조부 이상룡(李相龍)과 부친 이준형(李濬衡)을 따라 만주로 갔다.
1922년 대한통의부(大韓統義府)가 결성되자 위원으로 활동하면서 국내 진공작전에 따라 1924년 평안북도 청성진의 일본 경찰주재소를 습격, 일본 경찰을 사살한 후 본대로 복귀했다.
1929년 일제 밀정 정해붕의 밀고로 중국 치안 당국에 체포됐다. 종조부 이봉희가 '이병화는 중국과 동지 입장에서 일본과 싸우는 사람'임을 강조한 진정서를 내는 노력 끝에 100일만에 석방되었다.
1930년 중국공산당의 이립삼노선에 따라 요동지역에 가서 농민봉기를 주도했다.
1932년 조부 이상룡이 사망한 데다 일제가 만주를 장악하자 귀국했다.
1934년 5월 신의주 경찰서에 체포되어 그해 6월 일제 경찰을 사살한 혐의로 징역 7년형을 언도받았다.
2년 반 복역 후 풀려났고 지속적으로 일제의 감시를 받았다. 1941년 반일사상을 고취한 혐의로 체포되었다가 6개월 간 투옥됐다. 이후 수 차례 체포됐고 고문을 당했다.
1942년 만주로 가서 독립운동을 하던 중 부친 이준형의 자결 소식에 귀국했다. 1944년 일제의 눈을 피해 안동 농림학교 조선회복연구단을 심야에 방문해 상복차림으로 연설을 하는 등 국내에서 독립운동을 계속하다가 다시 체포됐다. 안동경찰서 유치장에서 8.15 광복을 맞았다.
1952년 육이오 전쟁으로 충남 아산에서 피난중에 고문 후유증으로 사망했다. 충남 아산 선장면 죽산리에 묻혔다.

## 묘소

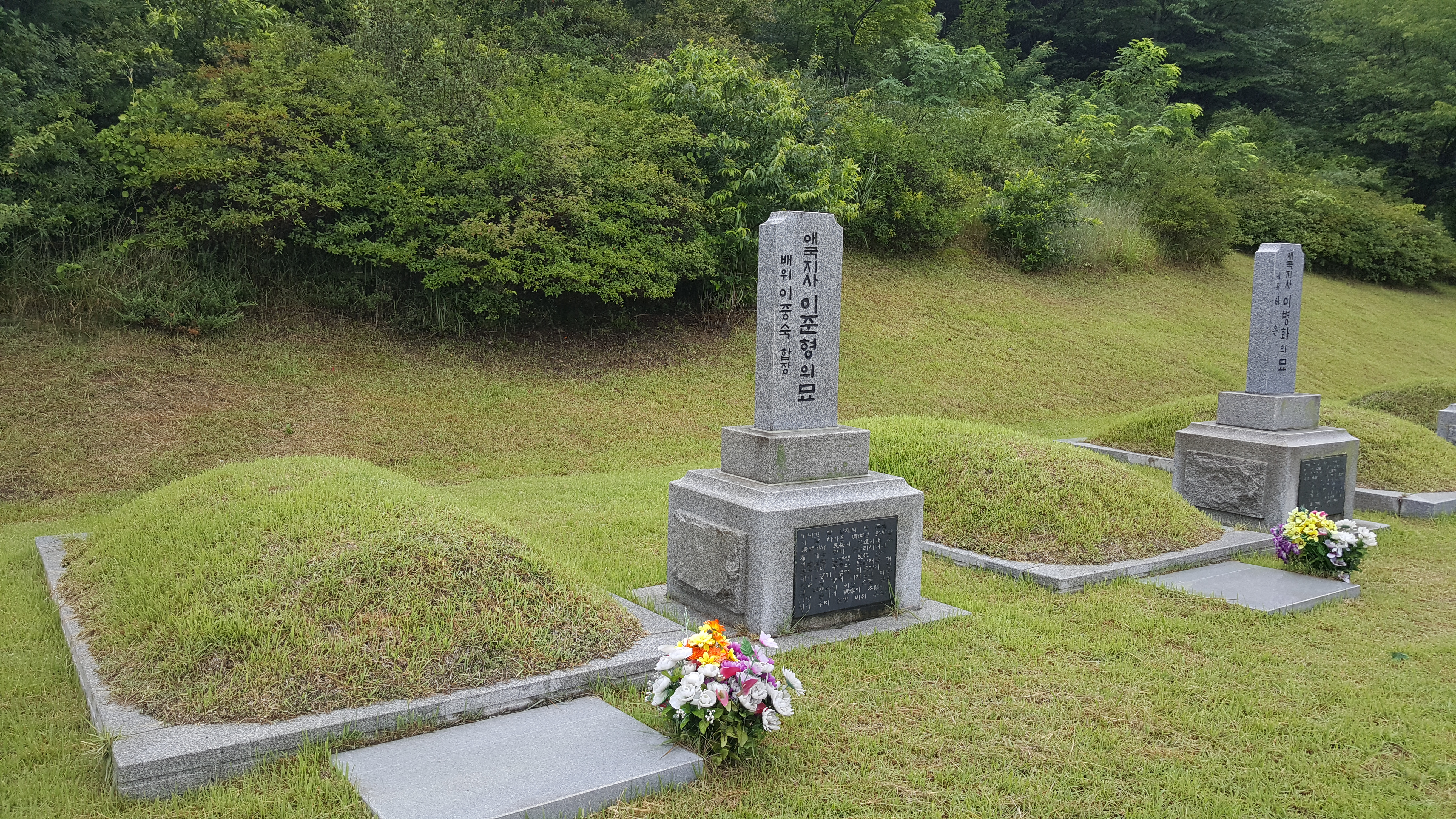
부친 이준형 옆에 모셔져 있는 대전현충원 묘소

아산에 있던 유해는 1964년 안동 선산으로 이장됐다. 1990년 광복절에 건국훈장 독립장을 추서함으로써 1991년 국립대전현충원에 안장되었다.
묘비문은 
얼어붙은 조국하늘 얼어붙은 조국땅 태양도 빛을 잃어 아! 캄캄한 조국 광복의 그날 위해 압록강 울며 건너 장부의 거센 숨결 대륙에 뿌리시다 명예도 잊은 채 사랑도 남김없이 마흔여섯 빛나는 삶 조국 가슴에 묻으시니 뒤따르는 자 어찌 두려워하랴 백두에서 한라까지 갈라진 겨레 하나 될 통일의 그날 님의 웅지 부활하리

라고 새겨져 있다.

## 백범일지
백범일지에는 공산주의 사상을 가진 독립운동가들에 대한 안 좋은 평가가 많이 있는데, 그 중 이상룡의 자손은 공산주의에 충실한 나머지 살부회(아비 죽이는 회)까지 조직하였다고 하나 제 아비를 제 손으로 죽이지는 않고 회원끼리 서로 아비를 바꾸어 죽이는 것이라 하니 아직도 사람의 마음이 조금 남았다라는 부분이 있다. 2015년 개봉된 영화 암살에서는 살부계에 대한 이야기도 백범일지의 살부회를 연상시키고 있으나, 이병화의 부친 이준형은 1942년 독립의 요원함에 비관하여 자결하였다. 이병화는 해방 후 이 내용을 가지고 당시 부통령이던 이시영을 찾아가서 송사하겠다고 했으나 이시영은 사실이 왜곡되었다고 하면서도 새나라 건설의 복잡한 시기에 그런 일로 재판을 하면 온 나라가 또 시끄러워지고 혼란스러워지니 염려하지 말라고 말했다고 한다.

## 저서
- 소파유고

## 가계
- 조부 : 이상룡(李相龍)
  - 부친 : 이준형(李濬衡)
  - 모친 : 이중숙(李中淑)
    - 배우자 : 허은(許銀), 허발(許潑)의 딸
      - 아들 : 이도증(李道曾)
      - 아들 : 이세증(李世曾)
      - 아들 : 이석증(李錫曾)
      - 아들 : 이철증(李哲曾)
      - 아들 : 이항증(李恒曾)
      - 딸 : 이혜정(李惠貞)
      - 아들 : 이범증(李範曾)
- 종조부 : 이상동(李相東)
  - 당숙 : 이형국(李衡國)
  - 당숙 : 이운형(李運衡)
- 종조부 : 이봉희(李鳳羲)
  - 당숙 : 이광민(李光民)
  - 당숙 : 이광국(李光國)
- 진외종조부 : 김대락(金大洛)
- 외당질 : 이육사(李陸史)
- 외당질 : 이원조(李源朝)

## 참고 문헌
- 서중석 《신흥무관학교와 망명자들》2001
- 허은, 변창애 《아직도 내 귀엔 서간도 바람소리가》 2010
- 이종서 《군자불기의 임청각, 안동 고성이씨 종가》2016
- 국가보훈처 독립유공자(공훈록) - 이병화[깨진 링크(과거 내용 찾기)]
- 경상북도 독립운동 기념관
- 디지털안동문화대전
- 유교넷 (안동)독립운동가 700인